# Raoul II de Tosny

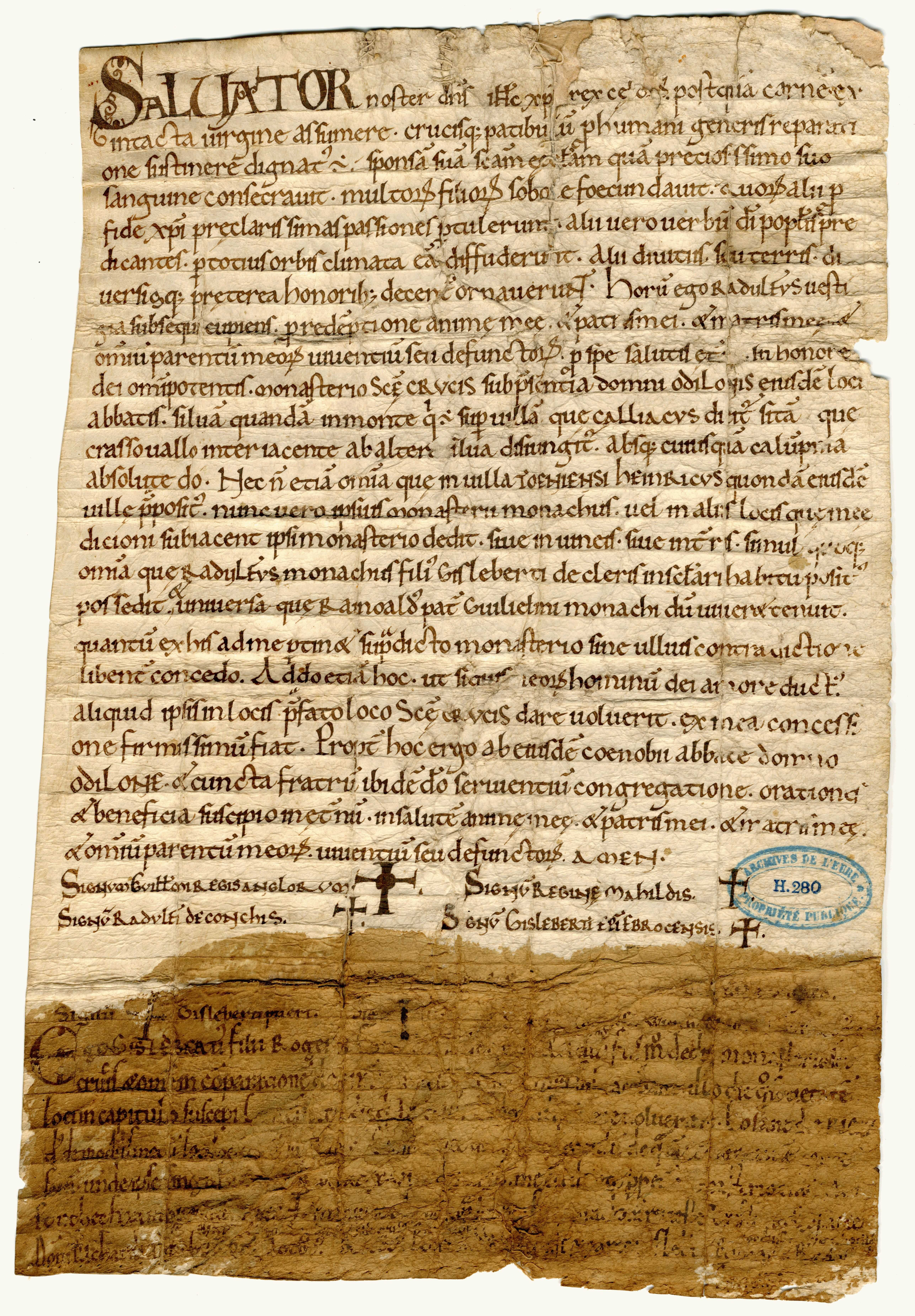
Donation par Raoul de Tosny à l'abbaye de La Croix-Saint-Leufroy (vers 1071-1083). Archives départementales de l'Eure. Cote H 280, fonds de l'abbaye de La Croix-Saint-Leufroy.

Raoul II de Tosny ou Raoul II de Conches, né avant 1038 et mort en 1102, membre de la famille de Tosny, est l'un des grands barons anglo-normands du règne de Guillaume le Conquérant, il participa à la conquête normande de l'Angleterre.

## Le porte-étendard du duc de Normandie
Vers 1040, quand son père Roger Ier et ses deux frères meurent au combat, Raoul est probablement encore mineur. Sa mère signe en effet les actes avec lui jusqu'en 1050. Il doit donc être un peu plus jeune que le duc Guillaume le Bâtard.
En 1054, deux armées franco-angevines envahissent la Normandie. L'une d'entre elles est battue à la bataille de Mortemer. Guillaume le Bâtard, heureux de cette nouvelle, charge son porte-étendard Raoul II de Tosny d'annoncer l'événement à l'autre armée ennemie. Au sommet d'une butte, le héraut ducal proclame la défaite de Mortemer à l'armée franco-angevine. À cette annonce, les deux chefs de l'expédition, Henri Ier de France et de Geoffroy II d'Anjou rebroussent chemin.
Vers 1061, le duc Guillaume exile Raoul ainsi que d'autres barons tels Arnaud d'Échauffour et Hugues de Grandmesnil. Selon Orderic Vital, il semble que la décision ducale soit motivée par les troubles que causaient ces seigneurs à leurs voisins. Influent à la cour, le couple Roger II de Montgommery et Mabile de Bellême aurait incité le duc à exiler certains des rebelles. Ils sont toutefois rappelés peu après, vers 1063, en prévision d'une campagne contre le Maine.

## RaoulIIet l'Angleterre
Bien qu'étant un des premiers barons de Normandie, Raoul II ne fournit pas de navires pour la conquête de l'Angleterre. Autre paradoxe, s'il participe à la bataille de Hastings, il est peu récompensé de son service par le duc. En effet, il reçoit des domaines modestes outre-Manche, dans six comtés différents (Berkshire, Hertfordshire, Herefordshire, Gloucestershire, Worcestershire et Norfolk). L'historienne Judith A. Green établit même qu'il est le plus maigrement doté des principaux conseillers de Guillaume le Conquérant.
Le pouvoir des Tosny siège en Angleterre à Flamstead. Guillaume FitzOsbern, le beau-frère de Raoul, lui confie le nouveau château de Clifford (Herefordshire). Il compte sûrement sur l'expérience militaire du seigneur de Tosny pour défendre ce secteur de la frontière anglo-galloise.
Grâce à sa nouvelle fortune, Raoul de Tosny effectue plusieurs donations à l'abbaye familiale de Conches, en Normandie mais en concédant des biens anglais et non plus normands.

## Les querelles avec ses voisins normands
Musset constate que, tout au long de sa vie, Raoul « fait la guerre à tous ses voisins notables sans exception et sans nul bénéfice réel. C'est un assez bel exemple des agitations stériles où vont se perdre maintenant l'essentiel des forces de l'aristocratie normande ». Cette agitation apparaît bien en lumière à la fin du règne de Guillaume le Conquérant et surtout après sa mort.
En 1078, Raoul soutient Robert Courteheuse dans sa révolte contre son père Guillaume le Conquérant. Ils fuient ensemble la Normandie. Les terres de Raoul, Conches et Tosny notamment, sont saisies. La réconciliation entre le duc-roi et son fils permet sûrement à Raoul de retrouver ses domaines.
En 1087, meurt Guillaume le Conquérant. Comme d'autres barons, Raoul de Tosny en profite pour élever plusieurs châteaux et donner libre cours à ses penchants guerriers. En 1090, sous la pression de sa femme, Isabelle de Montfort, le baron entre en guerre avec son voisin et demi-frère Guillaume, comte d'Évreux. À plusieurs reprises, pendant trois ans, le territoire de Conches est ravagé. Finalement, la paix est conclue après la capture par Raoul du neveu du comte d'Évreux, Guillaume de Breteuil. Mieux qu'une paix, c'est une alliance puisqu'en 1100, les deux anciens ennemis partent ensemble piller le territoire de Beaumont-le-Roger pour nuire à leur voisin Robert Ier de Meulan.
Dans le conflit qui oppose les fils de Guillaume le Conquérant après 1087, Raoul prend d'abord parti pour l'aîné, Robert Courteheuse, duc de Normandie. Ensemble, ils partent châtier Roger II de Montgommery en 1088. Mais quand vers 1090, Raoul se retrouve aux prises avec le comte d'Évreux, Guillaume, Robert Courteheuse n'intervient pas. Déçu, le seigneur de Conches appelle alors à l'aide le roi d'Angleterre Guillaume le Roux, qui répond à son appel, content de trouver un nouvel allié dans le duché.
En 1102, après une longue carrière, Raoul II meurt et son fils Raoul III lui succède.

## Famille et descendance
Femme : Élisabeth (ou Isabelle) de Montfort, fille de Simon Ier de Montfort. À la suite de ce mariage, Simon donne à son gendre la châtellenie de Nogent-le-Roi, en dehors du duché de Normandie.
Enfants :
- Roger II dit le Jeune, héritier de son père et aussi de Guillaume, comte d'Évreux et de Guillaume de Breteuil mais mort trop tôt pour recueillir cet héritage[10] ;
- Raoul III de Tosny ;
- Godehilde mariée à Baudouin de Boulogne, futur roi de Jérusalem.

### Source
- Orderic Vital, Histoire de Normandie, Tomes III et IV, éd. Guizot, 1826.